# ФК Генк
ФК Генк (хол. K.R.C. Genk) је белгијски фудбалски клуб из Генка у провинцији Лимбург. Тренутно се такмичи у Првој лиги Белгије. Клуб је освојио четири титуле првака Белгије (1999, 2002, 2011, 2019), пет Купова Белгије (1998, 2000, 2009, 2013, 2021) и два Суперкупа Белгије (2011, 2019). Клуб је у сезонама 2002/03. и 2011/12. успео да се пласира у групну фазу УЕФА Лиге шампиона, што су највећи успеси у европским такмичењима.
Генк је настао 1988. спајањем фудбалских клубова Ватерсхеи Тор и Винтерслаг, а клуб наставља историјски континуитет Винтерслага, основаног 1923. године. Од краја 1990-их Генк је постао један од најуспешнијих белгијских клубова па редовно обезбеђује учешће у европским такмичењима. Домаће утакмице игра на Кристал арени, капацитета 25.000 места. Боје клуба су плава и бела.

## Историја

### 1923—1988: Винтерслаг
Винтерслаг (KFC Winterslag) је основан 1923. године. Од сезоне 1972/73. је играо у Другој лиги Белгије, затим Винтерслаг 1974. обезбеђује пласман у Прву лигу, али је сезону 1974/75. завршио на последњем месту и испао. Ипак клуб је наредне сезоне постао првак Друге лиге и брзо се вратио у Прву лигу.
У сезони 1980/81. Винтерслаг је заузео пето место, али је две сезоне касније као последњепласирани испао у Другу лигу. Након четири сезоне проведене у Другој лиги, Винтерслаг се 1987. преко баража пласирао у Прву лигу. Након завршетка сезоне 1987/88., коју је завршио па петнаестом месту, Винтерслаг се спојио са клубом Ватерсхеи Тор, који је играо у Другој лиги од испадања из Прве лиге 1986. године.

### 1919—1988: Ватерсхеи Тор
Ватерсхеи Тор (K Waterschei SV Thor Genk) је основан 1919. године. Клуб је играо у Првој лиги у касним 50-им и раним 60-им годинама и поново од 1978. до 1986. Након две сезоне у Другој лиги Ватерсхеи Тор се спојио са Винтерслагом да би формирао Генк.
Клуб је освојио два трофеја Купа Белгије, 1980. и 1982, а 1955. је био финалиста. Као освајач националног купа два пута је играо у Купу победника купова, у сезони 1980/81. је испао у осмини финала, док је у сезони 1982/83. поражен у полуфиналу од шкотског Абердина, који је касније освојио трофеј.

### 1988—данас: Генк
Нови клуб је добио име Генк и наставио је традицију Винтерслага, тако да је у сезони 1988/89. са такмичењем кренуо у Првој лиги Белгије, али је сезону завршио на последњем месту и испао у нижи ранг. Генк је успео да се већ након једне сезоне врати у Прву лигу, а затим је наредне четири сезоне играо у Првој лиги. Сезону 1995/96., другу у Другој лиги, Генк је завршио на другом месту али је због спајања два прволигаша прескочио бараж и директно се пласирао у виши ранг.
Генк је сезону 1996/97. завршио на осмом месту, а 1997. је по први пут играо у неком европском такмичењу, Интертото купу. Наредна сезона 1997/98. је била далеко успешнија, јер је завршио на другом месту у првенству, док је освојио и Куп Белгије. У сезони 1998/99. Генк је освојио прву титулу првака Белгије, док је у другом колу последњег издања Купа победника купова поражен од Мајорке.
Наредне две сезоне Генк је завршио у средини табеле, али је 2000. освојио други трофеј Купа Белгије, победивши у финалу Стандард Лијеж са 4:1. Након краћег периода лоших резултата, Генк је у сезони 2001/02. успео да освоји нову титулу у Првој лиги. У сезони 2002/03. је преко Спарте Праг у трећем колу квалификација успео да се пласира у групну фазу Лиге шампиона, где је у групи са Реал Мадридом, Ромом и атинским АЕК-ом завршио на четвртом месту.
Након неколико сезона у којима је завршавао од трећег до шестог места, у сезони 2006/07. био је други са 5 бодова заостатка иза Андерлехта. Уследиле су лоше сезоне, сезону 2007/08. је завршио на десетом месту, што је био најгори резултат у последњих седам година. Иако је наредну сезону 2008/09. завршио на осмом месту, она је ипак била делимично успешна јер је освојен трофеј Купа победом од 2:0 у финалу против Мехелена. Сезона 2009/10. је почела испадањем у плеј-офу за Лигу Европе, а ни у првенству ствари нису биле боље, јер је Генк на крају заузео једанаесто место, али је ипак преко плеј-офа успео да избори ново учешће у Лиги Европе.
Регуларни део сезоне 2010/11. Генк је завршио на другом месту, али је у плеј офу за титулу био први испред Стандард Лијежа и тако освојио своју трећу титулу националног првака. У сезони 2011/12. Генк је по други пут играо у групној фази Лиге шампиона, након што је у квалификацијама победио Партизан и Макаби из Хаифе. Жребом је стављен у групу заједно са Бајер Леверкузеном, Челсијем и Валенсијом, али је са три нерешена резултата на домаћем терену и три пораза у гостима такмичење завршио на последњем четвртом месту.
Као трећепласирани у сезони 2011/12. Прве лиге Белгије Генк је обезбедио учешће у Лиги Европе за сезону 2012/13. Преко казахтанског Актобеа и швајцарског Луцерна је успео да се по први пут пласира у групну фазу Лиге Европе, а у својој групи је заузео прво место и тако се пласирао у шеснаестину финала.

## Успеси
- Прва лига Белгије:
  - Првак (4): 1998/99, 2001/02, 2010/11, 2018/19.
  - Вицепрвак (2): 1997/98, 2006/07.
- Друга лига Белгије:
  - Првак (1): 1975/76.
  - Вицепрвак (2): 1986/87, 1995/96.
  - Победник баража (2): 1987, 1990.
- Куп Белгије:
  - Освајач (5): 1997/98, 1999/00, 2008/09, 2012/13, 2020/21.
- Суперкуп Белгије:
  - Освајач (2): 2011, 2019.

## Генк у европским такмичењима
| Сезона   | Такмичење            | Коло               |                     | Клуб              | Домаћин | Гост | Укупан рез.    |
| -------- | -------------------- | ------------------ | ------------------- | ----------------- | ------- | ---- | -------------- |
| 1997.    | Интертото куп        | Група 5            | Фарска Острва       | Б36 Торсхавн      |         | 5:0  |                |
|          |                      | Група 5            | Норвешка            | Стабек            | 4:3     |      |                |
|          |                      | Група 5            | Русија              | Динамо Москва     |         | 2:3  |                |
|          |                      | Група 5            | Грчка               | Панахаики         | 4:2     |      |                |
| 1998/99. | Куп победника купова | Кв.                | Албанија            | Аполонија Фјер    | 4:0     | 5:1  | 9:1            |
|          |                      | 1. коло            | Њемачка             | Дуизбург          | 5:0     | 1:1  | 6:1            |
|          |                      | 2. коло            | Шпанија             | Мајорка           | 1:1     | 0:0  | 1:1 (пгг)      |
| 1999/00. | Лига шампиона        | 2. коло кв.        | Словенија           | Марибор           | 3:0     | 1:5  | 4:5            |
| 2000/01. | УЕФА куп             | 1. коло            | Швајцарска          | Цирих             | 2:1     | 1:0  | 3:1            |
|          |                      | 2. коло            | Њемачка             | Вердер Бремен     | 2:5     | 1:4  | 3:9            |
| 2002/03. | Лига шампиона        | 3. коло кв.        | Чешка               | Спарта Праг       | 2:0     | 2:4  | 4:4 (пгг)      |
|          |                      | Група Ц            | Грчка               | АЕК Атина         | 0:0     | 1:1  |                |
|          |                      | Група Ц            | Шпанија             | Реал Мадрид       | 1:1     | 0:6  |                |
|          |                      | Група Ц            | Италија             | Рома              | 0:1     | 0:0  |                |
| 2004.    | Интертото куп        | 2. коло            | Бугарска            | Марек Дупница     | 2:1     | 0:0  | 2:1            |
|          |                      | 3. коло            | Њемачка             | Борусија Дортмунд | 0:1     | 2:1  | 2:2 (пгг)      |
|          |                      | Полуфинале         | Португалија         | Леирија           | 0:0     | 0:2  | 0:2            |
| 2005/06. | УЕФА куп             | 2. коло кв.        | Летонија            | Металург Лијепаја | 3:0     | 3:2  | 6:2            |
|          |                      | 1. коло            | Бугарска            | Литекс Ловеч      | 0:1     | 2:2  | 2:3            |
| 2007/08. | Лига шампиона        | 2. коло кв.        | Босна и Херцеговина | Сарајево          | 1:2     | 1:0  | 2:2 (пгг)      |
| 2009/10. | Лига Европе          | Плеј оф            | Француска           | Лил               | 1:2     | 2:4  | 3:6            |
| 2010/11. | Лига Европе          | 3. коло кв.        | Финска              | Интер Турку       | 3:2     | 5:1  | 8:3            |
|          |                      | Плеј оф            | Португалија         | Порто             | 0:3     | 2:4  | 2:7            |
| 2011/12. | Лига шампиона        | 3. коло кв.        | Србија              | Партизан          | 2:1     | 1:1  | 3:2            |
|          |                      | Плеј оф            | Израел              | Макаби Хаифа      | 2:1     | 1:2  | 3:3 (пен. 4:1) |
|          |                      | Група Е            | Њемачка             | Бајер Леверкузен  | 1:1     | 0:2  |                |
|          |                      | Група Е            | Енглеска            | Челси             | 1:1     | 0:5  |                |
|          |                      | Група Е            | Шпанија             | Валенсија         | 0:0     | 0:7  |                |
| 2012/13. | Лига Европе          | 3. коло кв.        | Казахстан           | Актобе            | 2:1     | 2:1  | 4:2            |
|          |                      | Плеј оф            | Швајцарска          | Луцерн            | 2:0     | 1:2  | 3:2            |
|          |                      | Група Г            | Португалија         | Спортинг Лисабон  | 2:1     | 1:1  |                |
|          |                      | Група Г            | Швајцарска          | Базел             | 0:0     | 2:2  |                |
|          |                      | Група Г            | Мађарска            | Видеотон          | 3:0     | 1:0  |                |
|          |                      | Шеснаестина финала | Њемачка             | Штутгарт          | 0:2     | 1:1  |                |